# 디네일루릭티스
디네일루릭티스(Dinailurictis)는 올리고세 때 유럽에 서식한 님라비드과의 검치호랑이이다. 화석이 부족하지만 시상능선이 상당히 발달하여 다른 님라비드과와는 확실히 구분이 된다.